# 马娅·茹安
马娅·茹安（Maya Joint，2006年4月16日—），在美国出生的澳大利亚女子网球运动员。

## 大学网球
2023年11月8日，茹安承诺从2024赛季开始加入德克萨斯长角牛网球队。

## 职业生涯
茹特在2023年ITF巡回赛黄金海岸站上获得了女双冠军，这是她职业生涯首个冠军。
茹安在2024年澳大利亚网球公开赛双打比赛上首次亮相大满贯。7月他在波兰网球公开赛上首次进入WTA125巡回赛决赛。
茹安在通过资格赛后进入了2024年美国网球公开赛正赛，首次亮相大满贯，并在首轮战胜了劳拉·西格蒙德收获了大满贯以及WTA巡回赛首胜，次轮负于14号种子麦迪逊·基斯。

## WTA125决赛

### 单打: 1 (亚军)
| 结果 | 胜-负 | 日期      | 巡回赛                 | 场地 | 对手            | 比分          |
| ---- | ----- | --------- | ---------------------- | ---- | --------------- | ------------- |
| 负   | 0–1   | 2024年7月 | 格罗济斯克公开赛, 波兰 | 硬地 | 阿莉西娅·帕克斯 | 6–4, 3–6, 3–6 |